# Пантун
Пантун — традиційний фольклорний жанр малайської (пізніше індонезійської) поезії, що склався ще в Середньовіччя. Спочатку був один із проявів усної народної творчості малайських народів, створюючись анонімно в народному середовищі і передаючись із покоління в покоління. До них належать пантуни, шаїри, гуріндами і різні їх варіації. Після становлення літературної форми загальноіндонезійської мови, пантуни став невід'ємною частиною нової індонезійської літератури. Пантуни описують всі сфери життя людини, а тому популярні в Індонезії. У XIX столітті з формою пантуна почали експериментувати західні письменники — першим, мабуть, був Віктор Гюго в збірнику «Орієнталії» (Les Orientales, 1829), за ним послідували Теодор де Банвіль, Леконт де Ліль та інші.